# Ibis (Ovid)
Der Ibis (der Titel auf vielen lateinischen Handschriften auch In Ibin, deutsch Gegen Ibis; da das Wort Ibis im Lateinischen manchmal auch feminines Genus hat, hat es auch im Deutschen hin und wieder feminines Genus, also die Ibis) ist ein Fluchgedicht des römischen Dichters Ovid, das er wahrscheinlich um das Jahr 8 n. Chr. gleich am Beginn seines Exils in Tomis am schwarzen Meer verfasst hat.

## Adressat

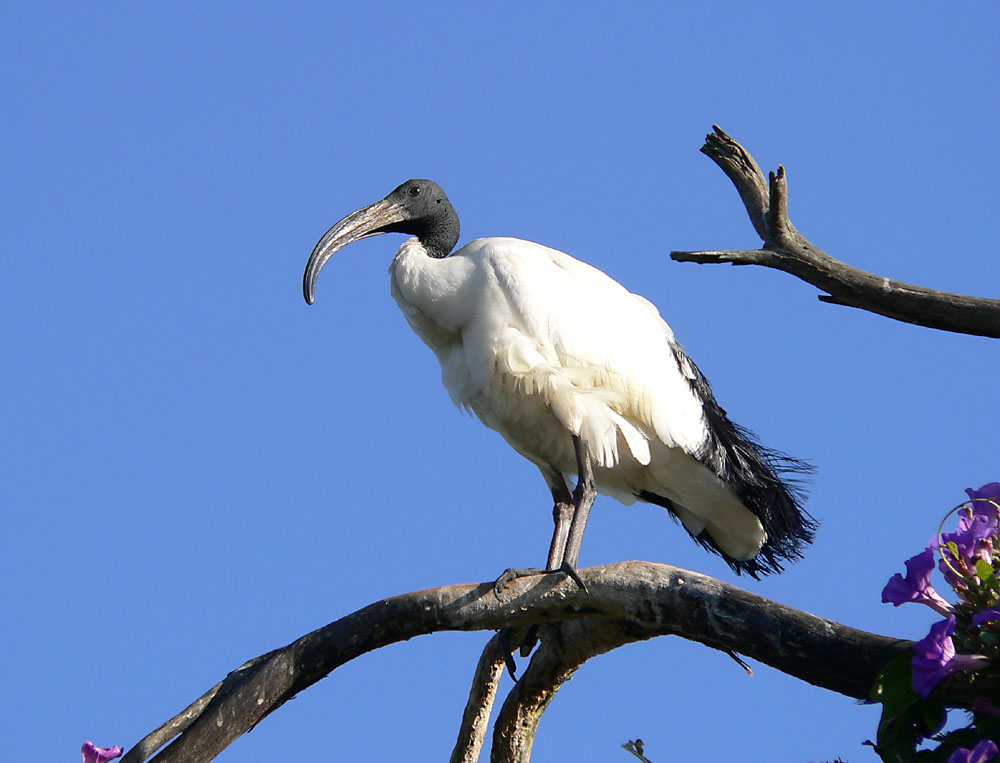
Ein Ibis

Der Adressat des Fluches und der Verwünschungen, die im Gedicht katalogartig aneinandergereiht werden, wird nicht namentlich erwähnt, sondern nach dem Vogel Ibis benannt. Der Ibis genoss im antiken Ägypten eine heilige Verehrung wurde und mit der ägyptischen Gottheit Thot in Verbindung gebracht. Andererseits hatte er den Ruf, ein „Alles-“ oder „Drecksfresser“ zu sein. Zugleich galt der Ibis als der Vogel, der seinen Darm mithilfe seines Schnabels, welches er mit Wasser berfüllte, reinigte, womit man ihn mit übermäßiger Heuchelei und Schmeichelei in Verbindung brachte. Das Gedicht selbst basiert selbst wohl auf einem gleichnamigen, nicht erhaltenen Gedicht des Kallimachos.
Es ist nicht klar, wer, wie viele (oder überhaupt jemand) hinter Ibis steckt. Es gibt nicht einmal einen Konsens darin, ob der ungenannte Feind in den Tristia und Epistulae ex Ponto derselbe ist. Im neuen Pauly steht vermerkt: „Daß eine Person namens ‚Ibis‘ tatsächlich existierte, ist unwahrscheinlich. Es handelt sich um eine lit. Übung, als solche ausgewiesen durch ihre Ableitung von Kallimachos und durch die pure Absurdität der Polemik. Sie zeigt, daß O.' dichterische Kraft nicht erschöpft ist“.
Andere Interpreten vermuten, dass sich hinter dem Decknamen Ibis Kaiser Augustus verbirgt, der Ovid 8 n. Chr. nach Tomis verbannt hatte. Manche vermuten, der Ibis stünde allegorisch für Ovids eigene Dichtkunst. Ibis sei in dem Fall ein Anagramm für sibi (lat. „für sich selbst“).

## Aufbau
Untypisch für antike Invektiven, verfasste Ovid sein Werk, wie fast alle anderen seiner Werke, in elegischen Distichen. Es umfasst 644 Verse. Der Inhalt des Gedichts wird stark verrätselt präsentiert, was u. a. einerseits an der verwendeten Sprache liegt, andererseits an den oft sehr entlegenen und große Gelehrsamkeit erfordernden Mythen und historischen Begebenheiten, derer sich Ovid bedient.
Das Gedicht beginnt in den ersten 67 Versen damit, dass Ovid die angeblichen Missetaten des Ibis aufzählt. Anschließend ruft er die Götter an, Ibis möge Armut, Hunger und Exil erleiden. Ibis solle ewige Qualen erleiden, die Ovids und seinen Tod überdauern sollen. Die Art des religiösen Aufrufes erinnert hierbei an antiken Fluchtafeln oder einer devotio. Zwischen den Verse 251 und 638 zählt der Dichter verschiedene mythologische und historische Qualen auf, die der Ibis ebenso erleiden soll. Das Werk schließt mit dem Versprechen, ein in Jamben gefasster Nachfolger würde kommen, in der sein „wahrer Name“ (nomen verum) genannt werden würde.